# 塞罗竞技俱乐部
塞罗竞技俱乐部（Club Atlético Cerro），是乌拉圭蒙得维的亚的一个足球俱乐部。该队成立于1922年，现参加乌拉圭足球甲级联赛。